# Cavan Monaghan
Cavan Monaghan (conocido hasta 2007 como Cavan-Millbrook-North Monaghan) es un municipio canadiense situado en la provincia de Ontario.

## Superficie
Cavan Monaghan tiene una superficie de 306,39 km².

## Demografía
En 2021, tenía 10 016 habitantes, una densidad poblacional de 32,7 hab./km², y 3704 viviendas.